# 朗格倫德巴赫河

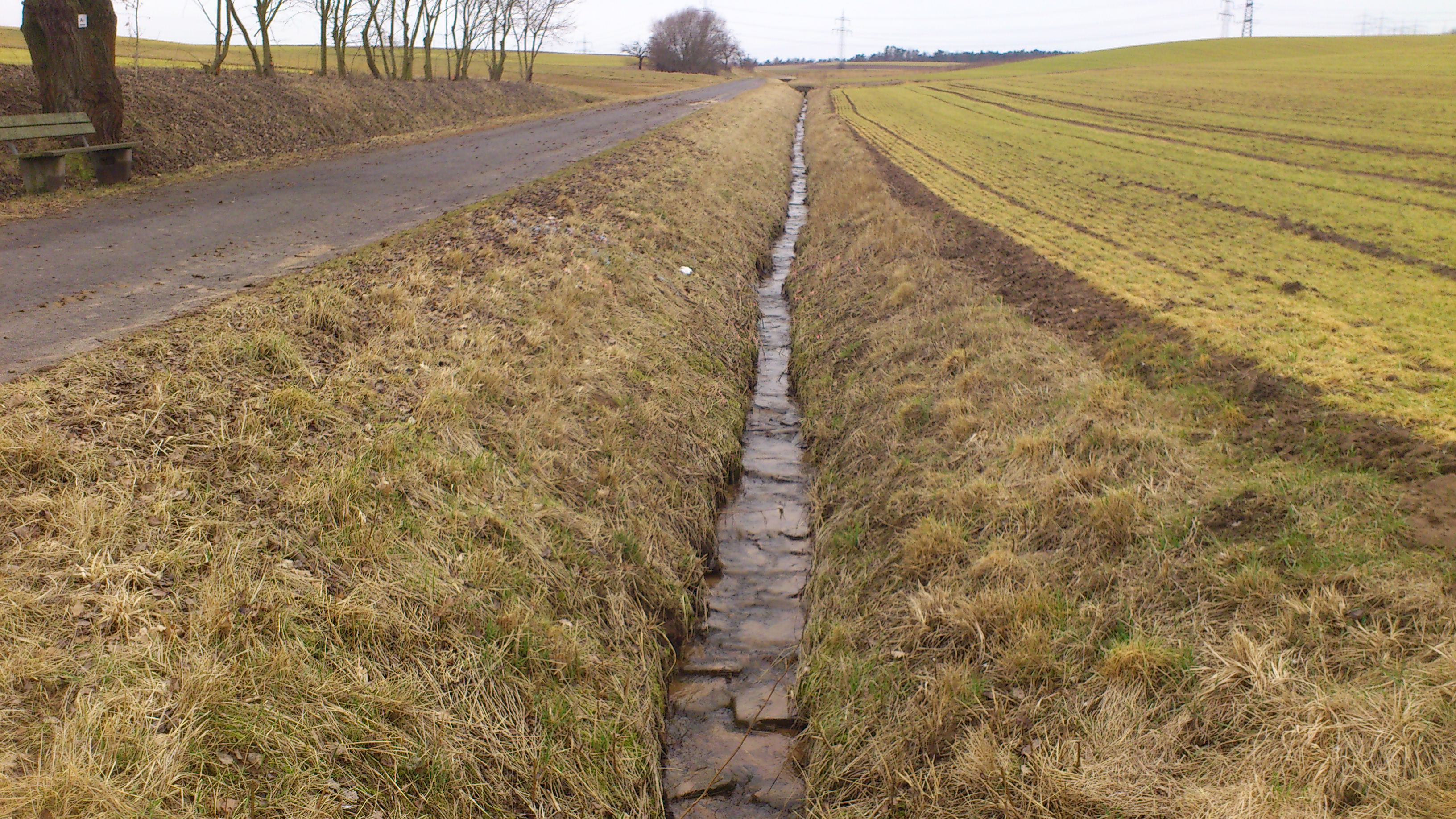

50°7′10.28″N 9°6′49.89″E / 50.1195222°N 9.1138583°E
朗格倫德巴赫河（德語：Langer Grundbach），是德國的河流，位於該國東南部，由巴伐利亞負責管轄，屬於艾希巴赫河的右支流，河道全長1.4公里，流域面積0.7平方公里。